# 埃欧兹
埃欧兹（法語：Eauze，亦作，法語發音：[eoz]）是法国热尔省的一个市镇，属于孔东区。

## 地名
该地名“Eauze”发音为[eoz]而非[oz]，《世界地名翻译大辞典》与《世界地名译名词典》将其误译作“欧兹”。

## 地理
埃欧兹（43°51'41"N, 0°6'5"E）面积69.86 平方千米，位于法国奧克西塔尼大區热尔省，该省份为法国西南部内陆省份，北起顺时针与洛特-加龙省、塔恩-加龙省、上加龙省、上比利牛斯省、大西洋比利牛斯省和朗德省接壤。
与埃欧兹接壤的市镇（或旧市镇、城区）包括：帕尔勒博斯克、巴斯库、布列塔尼-达马尼亚克、卡斯泰尔诺多藏-拉巴雷尔、卡佐邦、卡兹讷沃、库朗桑、拉格罗莱迪热尔、拉讷帕克斯、芒谢、努朗、拉穆藏、雷昂。
埃欧兹的时区为UTC+01:00、UTC+02:00（夏令时）。

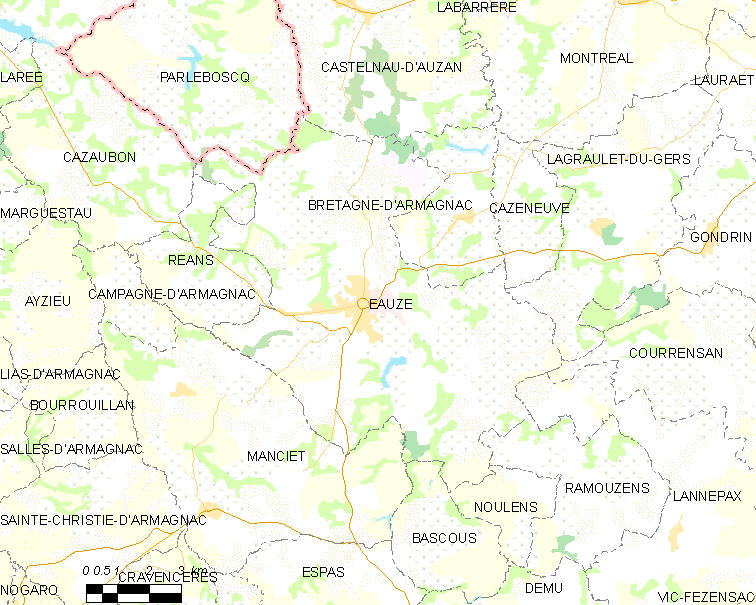
埃欧兹的OSM定位图

## 行政
埃欧兹的邮政编码为32800，INSEE市镇编码为32119。

## 政治
埃欧兹所属的省级选区为阿马尼亚克-泰纳雷兹县。

## 人口

1962-2008年间埃欧兹人口变化图示

埃欧兹于2022年1月1日时的人口数量为4060人。